# Gołe oko

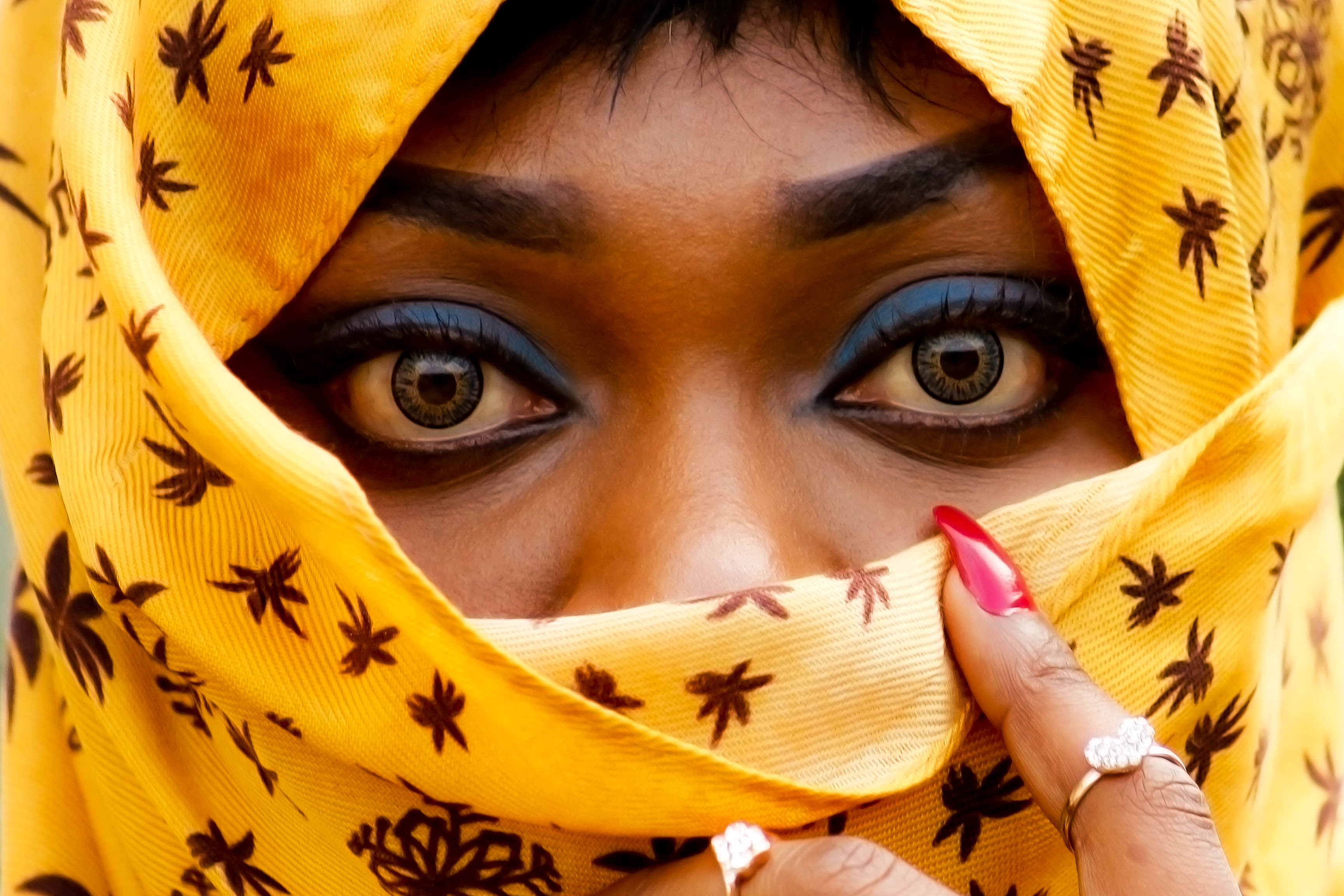
Oczy człowieka

Gołe oko, oko nieuzbrojone – określenie oznaczające oczy (jako narząd zmysłu wzroku) używane bez pomocy jakichkolwiek przyrządów optycznych (z wyłączeniem szkieł korekcyjnych). W naukach technicznych używane dla wyraźnego podkreślenia, iż dana obserwacja jest przeprowadzana (lub też: „powinna być możliwa”) bez użycia dodatkowego sprzętu, tj. np. teleskopu, lunety, mikroskopu, lupy itp. 
W astronomii obserwacyjnej mówi się np., że: dana gwiazda jest widoczna „gołym okiem” – tzn. można ją dostrzec bez użycia dodatkowych instrumentów; bądź też: dana gwiazda jest poza możliwością obserwacji „gołym okiem” – tzn. nie można jej zobaczyć bez pomocy odpowiedniego sprzętu. Dla obiektów, które mogą być jeszcze przy sprzyjających okolicznościach obserwowane „gołym okiem” przyjmuje się wartość 6 magnitudo. Przy idealnych warunkach można dostrzec obiekty do 8 magnitudo.